# Classe de Chern
En mathématiques, les classes de Chern sont des classes caractéristiques associées aux fibrés vectoriels. Elles tiennent leur nom du mathématicien sino-américain Shiing-Shen Chern, qui les a introduites en 1946 dans le cas complexe.
Les classes de Chern ont des applications importantes en mathématiques, notamment en topologie et géométrie algébriques, et en physique dans l'étude des théories de Yang-Mills et des champs quantiques.

## Motivation
Distinguer deux fibrés vectoriels sur une variété lisse est en général un problème difficile. La théorie des classes de Chern permet d'associer à chaque fibré un invariant topologique, sa classe, de sorte que si les classes diffèrent, alors les fibrés diffèrent. Ces classes conservent un certain nombre d'informations sur les fibrés qu'elles représentent, mais restent calculables en pratique.

## Définition

### Cohomologie intégrale de l'espace classifiant
Soit n ≥ 1, U(n) le groupe unitaire et BU(n) son espace classifiant. Les classes de Chern de l'espace classifiant du groupe unitaire sont les éléments
{\displaystyle c_{i}\in H^{2i}(BU(n),\mathbb {Z} )}
qui vérifient :
- {\displaystyle c_{0}=1} et {\displaystyle c_{i}=0} pour tout i > n ;
- pour n = 1, {\displaystyle c_{1}} engendre {\displaystyle \mathbb {Z} } ;
- pour l'inclusion {\displaystyle i:BU(n)\to BU(n+1)}, on a pour tout produit fibré {\displaystyle i^{*}c_{i}^{(n+1)}=c_{i}^{(n)}} ;
- pour l'inclusion {\displaystyle BU(k)\times BU(l)\hookrightarrow BU(k+l)}, on a {\displaystyle i^{*}c_{i}=\sum _{j=0}^{i}c_{i}\cup c_{j-i}}.

En particulier, l'anneau de cohomologie de BU(n) est l'algèbre de polynômes sur les classes de Chern :
{\displaystyle H^{\bullet }(BU(n),\mathbb {Z} )\simeq \mathbb {Z} (c_{1},\ldots ,c_{n}).}

### Axiomes de Grothendieck
Les classes de Chern peuvent être définies de manière axiomatique. Si V est un fibré vectoriel sur un espace topologique X, les classes de Chern de V sont les éléments
{\displaystyle c_{i}(V)\in H^{2i}(X,\mathbb {Z} )}
qui vérifient les propriétés suivantes :
- fonctorialité : si {\displaystyle f:Y\to X} est continue et {\displaystyle f^{*}V} est le fibré vectoriel correspondant au produit fibré de V, on a {\displaystyle c_{k}(f^{*}V)=f^{*}c_{k}(V)} ;
- additivité : si {\displaystyle 0\to E'\to E\to E''\to 0} est une suite exacte courte de fibrés vectoriels, alors {\displaystyle c(E)=c(E')\smile c(E'')}, où {\displaystyle \smile } désigne le cup-produit ;
- normalisation : si E est un fibré en droites, {\displaystyle c(E)=1+e(E_{\mathbf {R} })} avec {\displaystyle e(E_{\mathbf {R} })} la classe d'Euler du fibré vectoriel réel sous-jacent.

La quantité {\displaystyle c(V)=1+c_{1}(V)+\cdots +c_{n}(V)} est appelée classe de Chern totale de V.

## Exemples
Soit un fibré vectoriel hermitien C de rang (complexe) n sur une variété lisse M. Un représentant de chaque classe de Chern de V, noté {\displaystyle c_{k}(V)}, est donné comme coefficients du polynôme caractéristique de la forme de courbure {\displaystyle \Omega } de V. Puisque {\displaystyle \Omega =\mathrm {d} \omega +{\tfrac {1}{2}}[\omega ,\omega ]} avec {\displaystyle \omega } la forme de connexion et {\displaystyle \mathrm {d} } la dérivée extérieure, on a :
{\displaystyle \det \left({\frac {{\rm {i}}t\Omega }{2\pi }}+I\right)=\sum _{k}c_{k}(V)t^{k}}
Le déterminant est calculé sur l'anneau des matrices n × n de polynômes en t à coefficients dans l'algèbre commutative des formes différentielles paires sur M.
Dans cette expression, l'addition d'une forme différentielle exacte ne change pas l'appartenance à une classe : les classes de Chern dans ce cas coïncident avec les classes de cohomologie de De Rham.